# La Luz de la Esquina
La Luz de la Esquina är en ort i Mexiko.   Den ligger i kommunen San Luis de la Paz och delstaten Guanajuato, i den centrala delen av landet, 240 km nordväst om huvudstaden Mexico City. La Luz de la Esquina ligger 2 094 meter över havet och antalet invånare är 659.
Terrängen runt La Luz de la Esquina är platt åt sydost, men åt nordväst är den kuperad. Terrängen runt La Luz de la Esquina sluttar söderut. Runt La Luz de la Esquina är det ganska tätbefolkat, med 124 invånare per kvadratkilometer. Närmaste större samhälle är San Luis de la Paz, 17,4 km norr om La Luz de la Esquina. Trakten runt La Luz de la Esquina består till största delen av jordbruksmark.